# Akademia im. Jakuba z Paradyża w Gorzowie Wielkopolskim

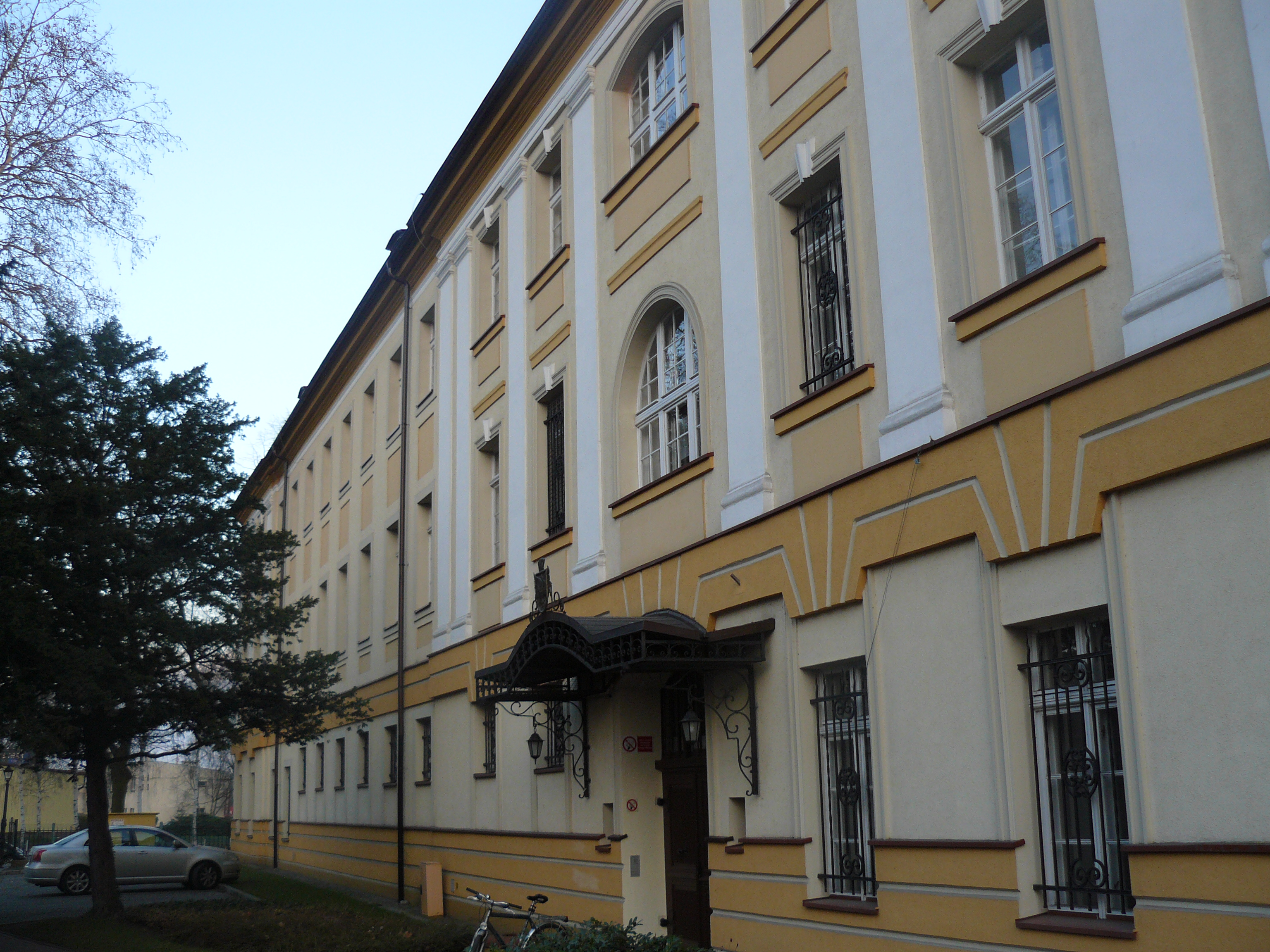
Budynek Akademii przy ul. Teatralnej 25 (Rektorat)

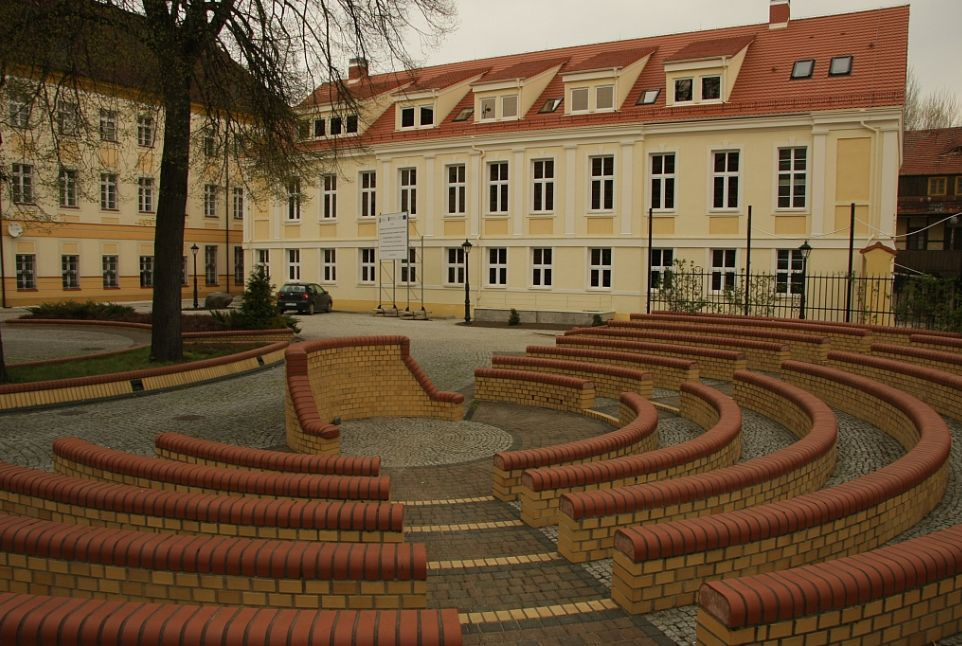
Budynek Wydziału Humanistycznego przy ul. Teatralnej 25

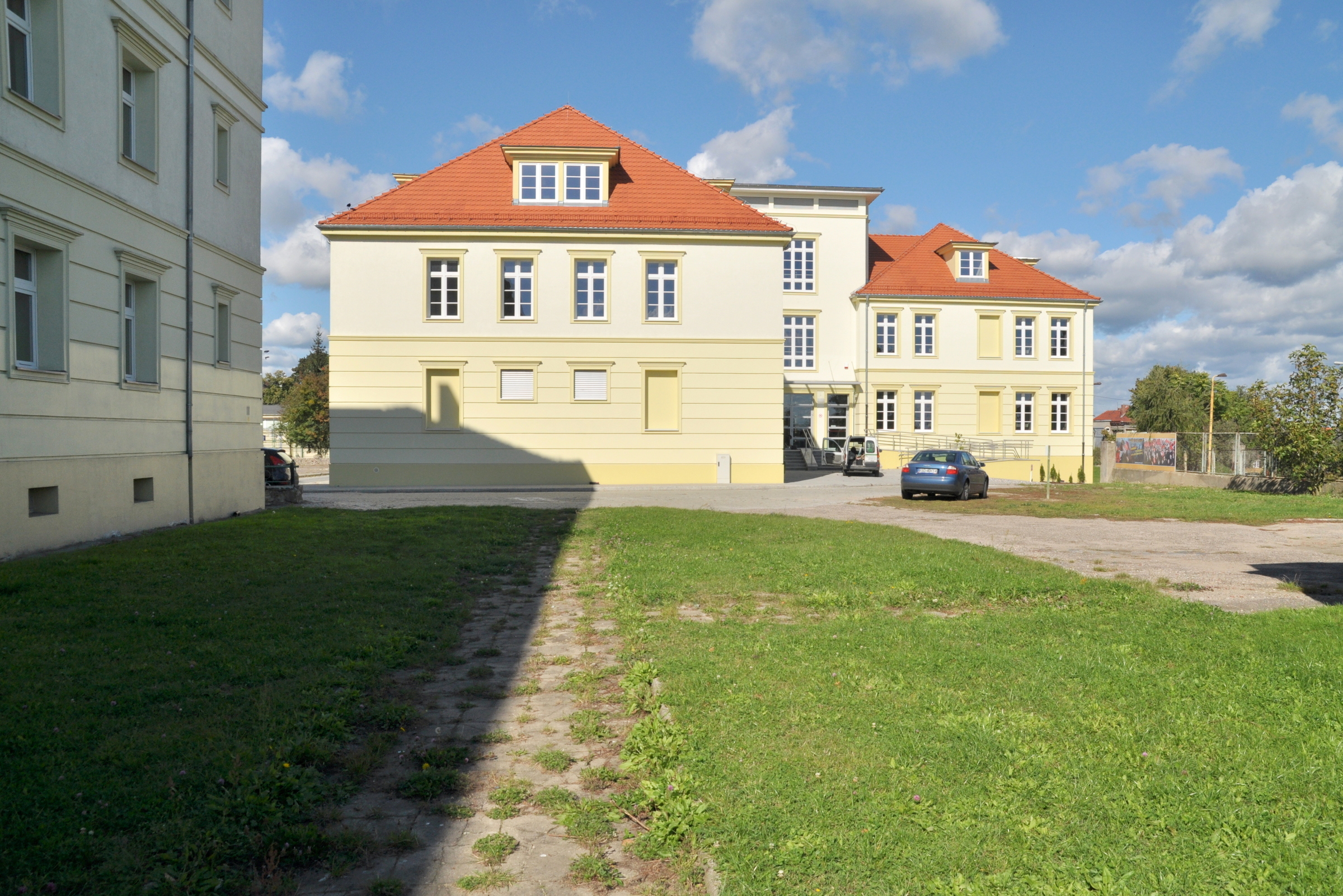
Budynek auli przy ul. Chopina 52

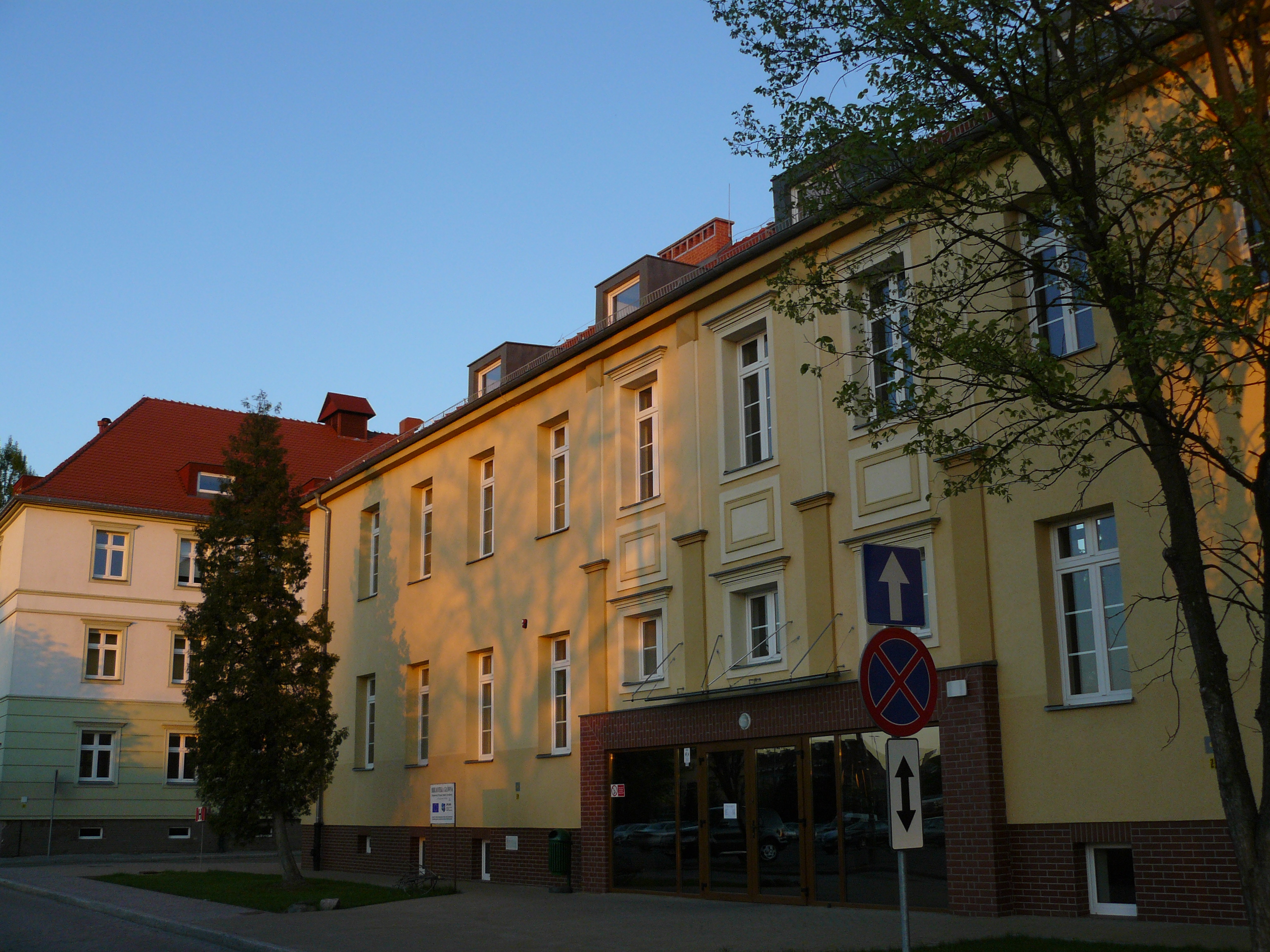
Biblioteka Główna przy ul. Chopina 52

Akademia im. Jakuba z Paradyża w Gorzowie Wielkopolskim – publiczna uczelnia akademicka w Gorzowie Wielkopolskim.

## Historia
Została utworzona na podstawie rozporządzenia Rady Ministrów dnia 21 lipca 1998 przy pomocy Fundacji Na Rzecz Gorzowskiej Szkoły Wyższej powstałej w 1994 r. Prezesem Fundacji był Kazimierz Marcinkiewicz, współzałożyciel i aktywny działacz uczelni, od 1998 Przewodniczący Konwentu. Po pierwszym roku istnienia społeczność akademicka uczelni wynosiła 1900 studentów i 200 słuchaczy kolegiów. Studenci mogli wybrać spośród sześciu specjalności: zarządzanie małym i średnim przedsiębiorstwem, administracja publiczna, edukacja wczesnoszkolna, edukacja opiekuńczo-wychowawcza, język polski i język niemiecki.
W strukturach Akademii działa Akademickie Centrum Badań Euroregionalnych pod patronatem Instytutu Slawistyki Polskiej Akademii Nauk w Warszawie.
Przy uczelni istnieje także żeński klub koszykarski AZS AJP Gorzów Wielkopolski oraz KU AZS AJP Gorzów Wielkopolski.
W 2006 r. uczelnia przejęła od Lubuskiego Urzędu Wojewódzkiego w Gorzowie Wielkopolskim zlokalizowany w miejscowości Rogi pałac dawnego Wojewódzkiego Ośrodka Doskonalenia Kadr Administracji Publicznej, tworząc w nim Ośrodek Naukowo-Dydaktyczny PWSZ.
W 2007 PWSZ przejęła od wygaszanego Nauczycielskiego Kolegium Języków Obcych kształcenie nauczycieli języka angielskiego, uruchamiając studia licencjackie w zakresie filologii angielskiej.
W 2009 nastąpiło połączenie uczelni z niepubliczną Wyższą Informatyczną Szkołą Zawodową. Zaowocowało to utworzeniem Instytutu Technicznego, prowadzącego kierunek informatyka oraz mechanika i budowa maszyn. Od tegoż roku szkoła prowadzi także studia drugiego stopnia w zakresie filologii polskiej, a rozwój pozostałych kierunków licencjackich i inżynierskich rokuje następne uprawnienia dydaktyczne w tym zakresie.
29 sierpnia 2013 r. Minister Nauki i Szkolnictwa Wyższego nadał uczelni nową nazwę, tj. Państwowa Wyższa Szkoła Zawodowa im. Jakuba z Paradyża w Gorzowie Wielkopolskim.
Władze uczelni przy wsparciu władz województwa podjęły działania mające na celu połączenie z Zamiejscowym Wydziałem Kultury Fizycznej poznańskiej AWF, w celu utworzenia Akademii Gorzowskiej.
W 2016 wszczęto procedurę powołania Akademii w Gorzowie, pomimo niespełniania wymogów formalnych dla przekształcenia w akademię. Zgodnie z projektem ustawy przekształcenie nastąpiło z dniem 1 września 2016 r.
W 2019 Akademia otrzymała (po raz pierwszy w historii jej istnienia) prawo do nadawania stopnia doktora, spełniając tym samym (zgodnie z ustawą Prawo o szkolnictwie wyższym i nauce z dnia 20 lipca 2018 roku) wymogi formalne dot. funkcjonowania uczelni akademickiej.
12 kwietnia 2024 w budynku Akademii przy ul. Teatralnej 25 wybuchł pożar dachu, w wyniku którego znaczna część zadaszenia oraz piętro pod nim zostały zniszczone.

## Władze uczelni
W kadencji 2020–2024:
| Stanowisko                | Imię i nazwisko                            |
| ------------------------- | ------------------------------------------ |
| Rektor                    | prof. dr hab. Elżbieta Skorupska-Raczyńska |
| Prorektor ds. Kształcenia | dr hab. Przemysław Słowiński               |
| Prorektor ds. Nauki       | prof. dr hab. Grzegorz Kucharczyk          |

## Poczet rektorów
1. prof. dr hab. Zenon Głodek (1998–2007)
2. prof. dr hab. Andrzej Bałaban (2007–2011)
3. prof. dr hab. Elżbieta Skorupska-Raczyńska (od 2011)

## Wydziały i kierunki kształcenia
Aktualnie Akademia oferuje możliwość kształcenia na kilkunastu kierunkach studiów pierwszego (studia licencjackie i inżynierskie) i drugiego (magisterskie) stopnia prowadzonych w ramach pięciu wydziałów.
- Wydział Prawa i Bezpieczeństwa[10]
  - administracja (I i II stopnia)
  - bezpieczeństwo narodowe (I i II stopnia)
  - kryminologia stosowana (I stopnia)
  - prawo (jednolite magisterskie)

- Wydział Ekonomiczny
  - ekonomia (I stopnia)
  - finanse i rachunkowość (I stopnia)
  - zarządzanie (I i II stopnia)
  - logistyka (I stopnia)

- Wydział Humanistyczny
  - filologia polska (I i II stopnia)
  - filologia: anglistyka, germanistyka (I i II stopnia)
  - pedagogika (I i II stopnia)
  - kulturoznawstwo (I stopnia)
  - komunikacja medialna (I stopnia)

- Wydział Techniczny
  - energetyka (I stopnia)
  - informatyka (I stopnia)
  - mechanika i budowa maszyn (I i II stopnia)
  - inżynieria bezpieczeństwa (I stopnia)

- Wydział Nauk o Zdrowiu
  - turystyka i rekreacja (I i II stopnia)
  - pielęgniarstwo (I stopnia)
  - ratownictwo medyczne (I stopnia)
  - dietetyka (I stopnia)

W ofercie studiów szkoła proponuje również kształcenie podyplomowe, trwające 2, 3 lub 4 semestry, na kierunkach:
- Bibliotekoznawstwo z informacją naukową
- Finanse publiczne
- Język polski dla nauczycieli
- Logopedia
- Pedagogika przedszkolna i wczesnoszkolna z terapią pedagogiczną dziecka
- Pedagogika resocjalizacyjna
- Przedsiębiorczość dla nauczycieli
- Zarządzanie logistyką
- Postępowanie egzekucyjne i windykacja
- Bezpieczeństwo i higiena pracy
- Język angielski dla nauczycieli przedszkoli
- Ekonomia społeczna
- Zarządzanie i ochrona informacji w administracji publicznej
- Poradnictwo dietetyczne i prozdrowotne.

## Uprawnienia do nadawania stopnia doktora i doktora habilitowanego
Akademia im. Jakuba z Paradyża w Gorzowie Wlkp. otrzymała prawo do nadawania stopnia doktora i doktora habilitowanego w dziedzinach:
- inżynieria mechaniczna
- językoznawstwo
- pedagogika

## Współpraca
Korzystne położenie geograficzne uczelni, na pograniczu polsko-niemieckim, w sąsiedztwie Berlina, w centrum Euroregionu „Pro Europa Viadrina”, w dużej odległości od takich ośrodków akademickich jak Poznań, Szczecin i Wrocław, doskonale uzupełniło i uzupełnia ofertę kształcenia w Polsce Zachodniej na poziomie wyższym. Wymiernym efektem działalności uczelni jest nawiązana i prowadzona na szeroką skalę współpraca międzynarodowa z zagranicznymi uczelniami, m.in.:
- University Aldo Moro, Bari (Włochy)
- University of Salerno (Włochy)
- University of Macerata (Włochy)
- Universite Paul Verlaine w Metz (Francja)
- L’université Henri Poincaré w Nancy I (Francja)
- Uniwersytecki Instytutu Kształcenia Nauczycieli w Lotaryngii (Francja)
- Przykarpacki Uniwersytet Narodowy im. Wasyla Stefanyka w Iwano-Frankiwsku (Ukraina)
- Uniwersytet Narodowy „Akademia Ostrogska” w Ostrogu (Ukraina)
- Narodowy Instytut im. Iwana Franki (Lwów)
- Frederick Institute of Technology, Nicosia (Cypr)
- Kolegium Józsefa Eötvösa(inne języki), Baja (Węgry)
- Marchijski Instytut Wspierania Technologii i Innowacji w Strausbergu (Niemcy)
- Pädagogische Hochschule w Wiedniu (Austria)
- Hochschule w Cottbus (Niemcy)
- Hochschule w Eberswalde (Niemcy)
- Uniwersytet Utah, Salt Lake City; (USA)
- Uniwersytet w Namur; (Belgia)
- Uniwersytet Ostrawski, Ostrawa (Czechy)
- Uniwersytet Śląski, Opawa (Czechy)
- Szkoła Wyższa PRIGO, Hawierzów (Czechy)

W ramach współpracy krajowej uczelnia prowadzi wymianę studentów i pracowników naukowo-dydaktycznych, realizuje wspólne projekty badawcze, korzysta i udostępnia specjalistyczną bazę laboratoryjną oraz stwarza możliwość doktoryzowania i habilitacji pracowników uczelni na wydziałach uczelni partnerskich, np.:
- Uniwersytet im. Adama Mickiewicza w Poznaniu
- Uniwersytet Szczeciński w Szczecinie
- Instytut Slawistyki Polskiej Akademii Nauk w Warszawie.

Ponadto uczelnia współpracuje ze szkołami średnimi oraz innymi instytucjami w Gorzowie i regionie, co stwarza dodatkowe możliwości uatrakcyjniania i wzbogacania oferty dydaktycznej uczelni w zakresie prowadzonych kierunków studiów.